# Крета (Врачанська область)
Кре́та (болг. Крета) — село у Врачанській області Болгарії. Входить до складу общини Мездра.

## Населення
За даними перепису населення 2011 року у селі проживали 218 осіб.
Національний склад населення села:
| Національність   | Кількість осіб | Відсоток |
| ---------------- | -------------- | -------- |
| болгари          | 185            | 88,1%    |
| цигани           | 24             | 11,4%    |
| інша             | 0              | 0%       |
| Всього відповіли | 210            |          |

Розподіл населення за віком у 2011 році:
Динаміка населення: